# Jaka
Jaka lub Jaczka (z niemieckiego Jacke) − inaczej zwana koszulką − narzuta na zbroję rycerską, najczęściej bez rękawów, w barwach i z herbem rodowym noszącego ją rycerza. W Polsce nazwa ta przyjęła się pod koniec XIV wieku wraz z ugruntowaniem się i rozkwitem stanu rycerskiego. W języku starofrancuskim odpowiednikiem jaki była jaquee, później jaquet, z arabskiego szak, z czego po kilkuset latach wyodrębniła się nazwa eleganckiego męskiego stroju wyjściowego, żakietu.
Z postaci literackich narzutę taką włożył przed pojedynkiem Zbyszko z Bogdańca:

Następnie wdział jakę z białego jedwabiu, naszytą w złote gryfy, u dołu zaś szlakiem ozdobną (...) łupem na młodym rycerzu fryzyjskim, służącym u Krzyżaków, wzięte...